# Saint-Laurent-Bretagne
Pour les articles homonymes, voir Saint-Laurent et Bretagne (homonymie).
Saint-Laurent-Bretagne (en gascon Sent Laurenç e Bretanha ou Sén Lauréns e Bretagne) est une commune française située dans le département des Pyrénées-Atlantiques, en région Nouvelle-Aquitaine.

## Géographie

### Localisation
La commune de Saint-Laurent-Bretagne se trouve dans le département des Pyrénées-Atlantiques, en région Nouvelle-Aquitaine.
Elle se situe à 22 km par la route de Pau, préfecture du département, et à 9,8 km de Morlaàs, bureau centralisateur du canton du Pays de Morlaàs et du Montanérès dont dépend la commune depuis 2015 pour les élections départementales. 
La commune fait en outre partie du bassin de vie de Pau.
Les communes les plus proches sont : 
Abère (2,0 km), Gabaston (2,7 km), Riupeyrous (3,3 km), Gerderest (3,5 km), Monassut-Audiracq (4,0 km), Lespourcy (4,7 km), Higuères-Souye (4,9 km), Saint-Jammes (5,0 km).
Sur le plan historique et culturel, Saint-Laurent-Bretagne fait partie de la province du Béarn, qui fut également un État et qui présente une unité historique et culturelle à laquelle s’oppose une diversité frappante de paysages au relief tourmenté.

### Communes limitrophes
Les communes limitrophes sont  Abère, Gabaston, Higuères-Souye, Lespourcy, Monassut-Audiracq, Riupeyrous et Sedzère.
| Riupeyrous     | Monassut-Audiracq      |           |
| Higuères-Souye | Saint-Laurent-Bretagne | Abère     |
| Gabaston       | Sedzère                | Lespourcy |

### Hydrographie

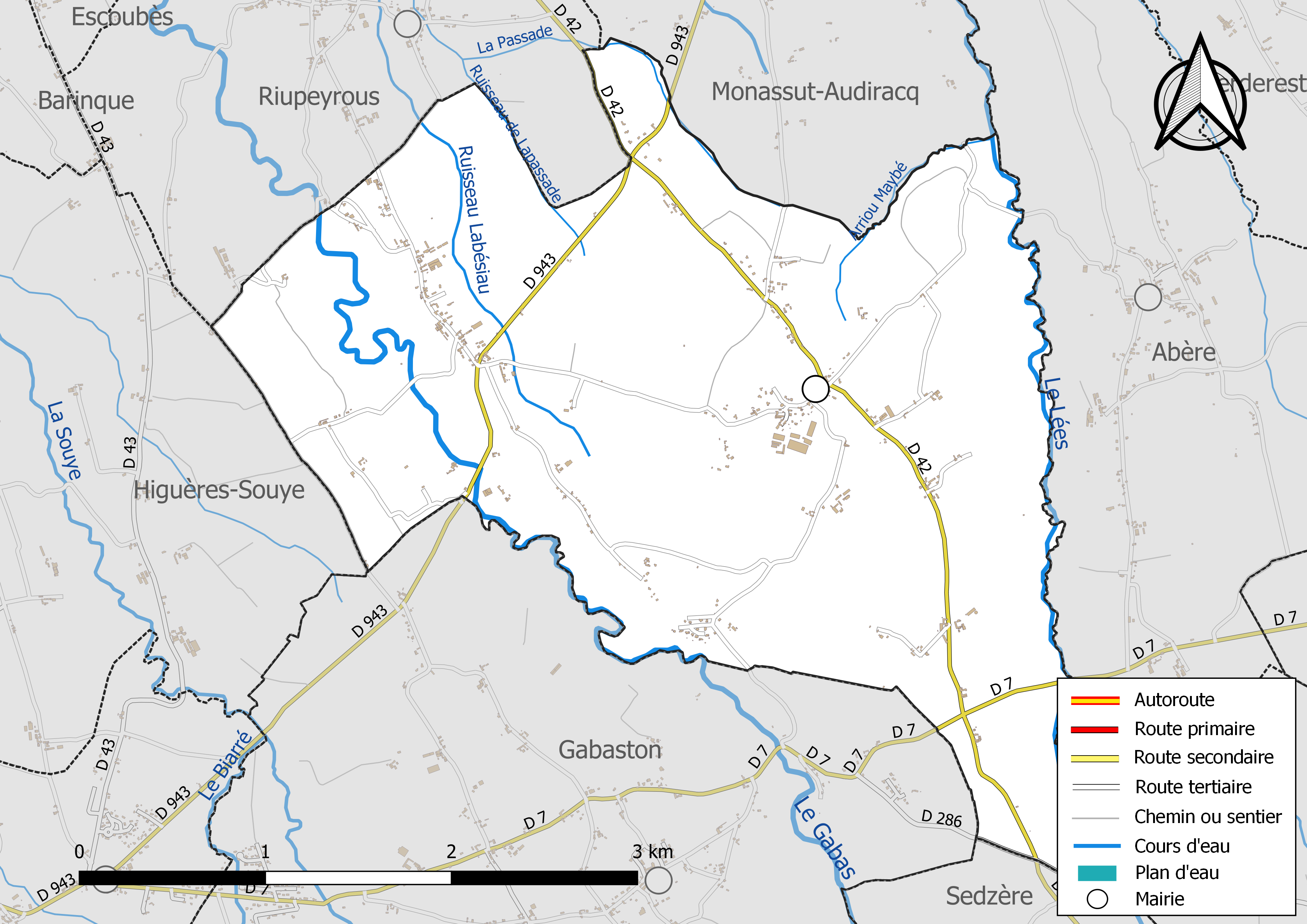
Réseaux hydrographique et routier de Saint-Laurent-Bretagne.

La commune est drainée par le Gabas, le Léès, l’Arriutort, le ruisseau Labésiau, l’Arriou Maybé, la Passade, le ruisseau de Lapassade, et par divers petits cours d'eau, constituant un réseau hydrographique de 13 km de longueur totale,.
Le Gabas, d'une longueur totale de 116,7 km, prend sa source dans la commune d'Ossun et s'écoule du sud-est vers le nord-ouest. Il traverse la commune et se jette dans l'Adour à Souprosse, après avoir traversé 43 communes.
Le Léès, d'une longueur totale de 39 km, prend sa source dans la commune de Sedzère et s'écoule du sud vers le nord. Il longe le territoire communal sur son côté est et en constitue la limite séparative avec Lespourcy et Abère, puis se jette dans le Léez à Lannux, après avoir traversé 21 communes.

### Climat
Pour des articles plus généraux, voir Climat de la Nouvelle-Aquitaine et Climat des Pyrénées-Atlantiques.
Historiquement, la commune est exposée à un climat de montagne.  
En 2020, Météo-France publie une typologie des climats de la France métropolitaine dans laquelle la commune est toujours exposée à un climat de montagne et est dans la région climatique Pyrénées atlantiques, caractérisée par une pluviométrie élevée (>1 200 mm/an) en toutes saisons, des hivers très doux (7,5 °C en plaine) et des vents faibles.
Pour la période 1971-2000, la température annuelle moyenne est de 12,9 °C, avec une amplitude thermique annuelle de 14,4 °C. Le cumul annuel moyen de précipitations est de 1 165 mm, avec 11,3 jours de précipitations en janvier et 8,6 jours en juillet. Pour la période 1991-2020, la température moyenne annuelle observée sur la station météorologique la plus proche, située sur la commune de Ger à 19 km à vol d'oiseau, est de 12,4 °C et le cumul annuel moyen de précipitations est de 1 344,5 mm,. Pour l'avenir, les paramètres climatiques de la commune estimés pour 2050 selon différents scénarios d’émission de gaz à effet de serre sont consultables sur un site dédié publié par Météo-France en novembre 2022.

### Milieux naturels et biodiversité
Aucun espace naturel présentant un intérêt patrimonial n'est recensé sur la commune dans l'inventaire national du patrimoine naturel,,.

## Urbanisme

### Typologie
Au 1er janvier 2024, Saint-Laurent-Bretagne est catégorisée commune rurale à habitat dispersé, selon la nouvelle grille communale de densité à sept niveaux définie par l'Insee en 2022.
Elle est située hors unité urbaine. Par ailleurs la commune fait partie de l'aire d'attraction de Pau, dont elle est une commune de la couronne,. Cette aire, qui regroupe 227 communes, est catégorisée dans les aires de 200 000 à moins de 700 000 habitants,.

### Occupation des sols

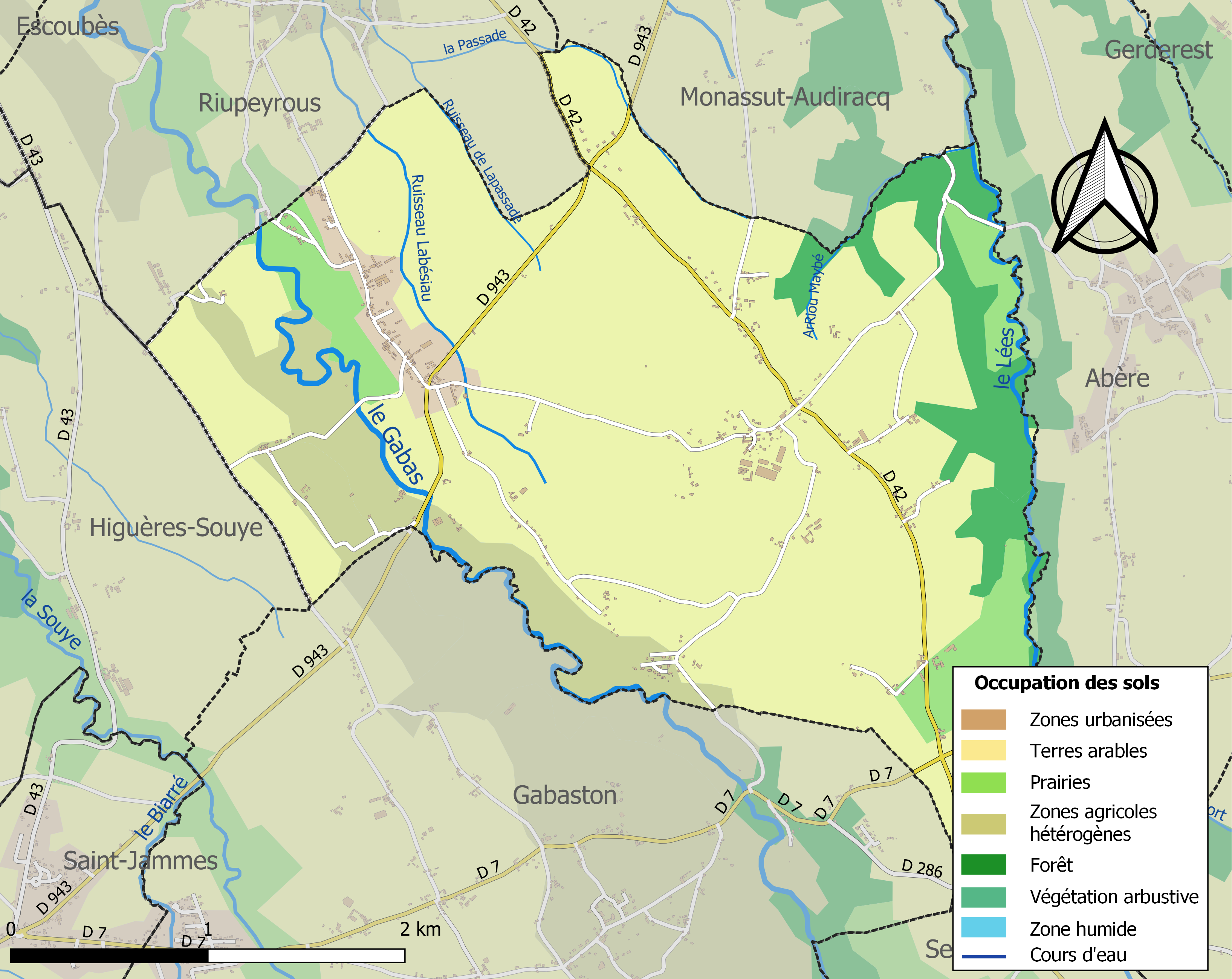
Carte des infrastructures et de l'occupation des sols de la commune en 2018 (CLC).

L'occupation des sols de la commune, telle qu'elle ressort de la base de données européenne d’occupation biophysique des sols Corine Land Cover (CLC), est marquée par l'importance des territoires agricoles (89,5 % en 2018), une proportion identique à celle de 1990 (89,5 %). La répartition détaillée en 2018 est la suivante : 
terres arables (72,7 %), zones agricoles hétérogènes (9,7 %), forêts (7,8 %), prairies (7,1 %), zones urbanisées (2,7 %). L'évolution de l’occupation des sols de la commune et de ses infrastructures peut être observée sur les différentes représentations cartographiques du territoire : la carte de Cassini (XVIIIe siècle), la carte d'état-major (1820-1866) et les cartes ou photos aériennes de l'IGN pour la période actuelle (1950 à aujourd'hui).

### Lieux-dits et hameaux
- Bretagne ;
- Capbat ;
- Capsus ;
- Gabas ;
- Labat ;
- Saint-Laurent : Aou Moutou, Castaingts ;
- Village.

### Voies de communication et transports
La commune est desservie par les routes départementales 7, 42 et 943.

### Risques majeurs
Le territoire de la commune de Saint-Laurent-Bretagne est vulnérable à différents aléas naturels : météorologiques (tempête, orage, neige, grand froid, canicule ou sécheresse), inondations et séisme (sismicité modérée). Il est également exposé à deux risques technologiques,  le transport de matières dangereuses et la rupture d'un barrage. Un site publié par le BRGM permet d'évaluer simplement et rapidement les risques d'un bien localisé soit par son adresse soit par le numéro de sa parcelle.

#### Risques naturels
Certaines parties du territoire communal sont susceptibles d’être affectées par le risque d’inondation par une crue à  débordement lent de cours d'eau, notamment le Léès et le Gabas. La commune a été reconnue en état de catastrophe naturelle au titre des dommages causés par les inondations et coulées de boue survenues en 1982, 1993, 2009 et 2018,.

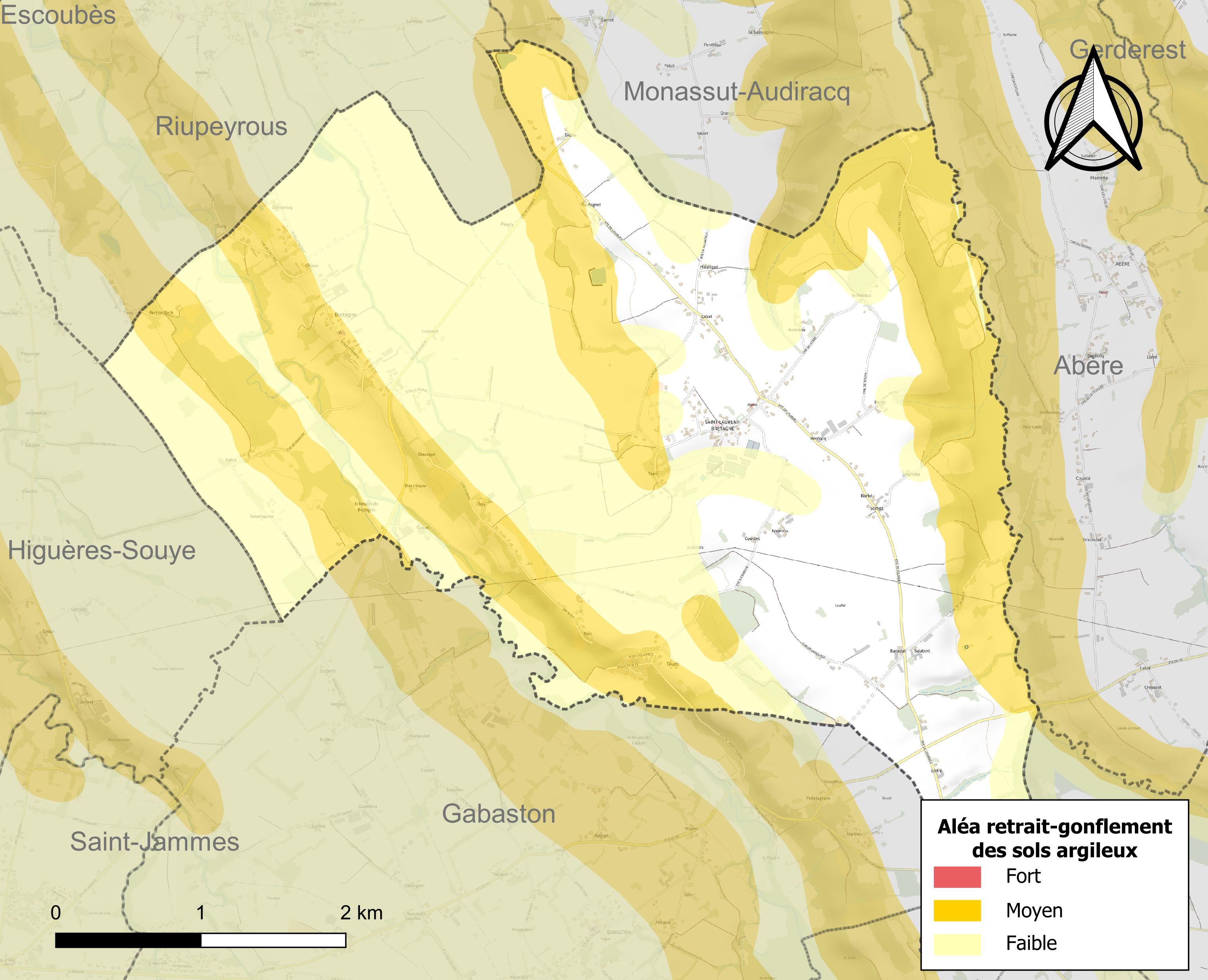
Carte des zones d'aléa retrait-gonflement des sols argileux de Saint-Laurent-Bretagne.

Le retrait-gonflement des sols argileux est susceptible d'engendrer des dommages importants aux bâtiments en cas d’alternance de périodes de sécheresse et de pluie. 34,4 % de la superficie communale est en aléa moyen ou fort (59 % au niveau départemental et 48,5 % au niveau national). Depuis le 1er octobre 2020, en application de la loi ELAN, différentes contraintes s'imposent aux vendeurs, maîtres d'ouvrages ou constructeurs de biens situés dans une zone classée en aléa moyen ou fort,.

#### Risque technologique
La commune est en outre située en aval de barrages de classe A. À ce titre elle est susceptible d’être touchée par l’onde de submersion consécutive à la rupture de cet ouvrage.

## Toponymie
Le toponyme Saint-Laurent apparaît sous les formes Sent-Laurents (XIIIe siècle, fors de Béarn), Sent-Laurens (1538, réformation de Béarn) et Saint-Laurent-Bretagne depuis le 16 octobre 1842, lors de la réunion de Bretagne.
Le toponyme Bretagne, ancien village de Saint-Laurent, apparaît sous les formes Bretanhe (1385, censier de Béarn) et Bretaigne (1700, dénombrement de Bretagne).
Son nom béarnais est Sent Laurenç e Bretanha ou Sén-Lauréns-Bretagne.

## Histoire
Paul Raymond note qu'en 1385, Saint-Laurent comptait sept feux et Bretagne six. Saint-Laurent, Gabaston et Bretagne ne formaient alors qu'une seule paroisse, qui dépendait du bailliage de Pau. Il y avait une abbaye laïque à Bretagne, recensée en 1674.La commune faisait partie de l'archidiaconé de Vic-Bilh, qui dépendait de l'évêché de Lescar et dont Lembeye était le chef-lieu.
En 1842, Bretagne fusionne avec Saint-Laurent pour former la nouvelle commune de Saint-Laurent-Bretagne.

## Politique et administration
| Période                                  | Période  | Identité             | Étiquette | Qualité |
| ---------------------------------------- | -------- | -------------------- | --------- | ------- |
| Les données manquantes sont à compléter. |          |                      |           |         |
| 1995                                     | 2001     | Jean-Marie Meilhanne |           |         |
| 2001                                     | 2014     | Francois Barbé       |           |         |
| Les données manquantes sont à compléter. |          |                      |           |         |
| 2020                                     | En cours | Benoît Mariné        |           |         |

### Intercommunalité
fait partie de cinq structures intercommunales :
- la communauté de communes du Nord-Est Béarn ;
- le SIVU pour l'entretien de la voirie, des espaces verts et des bâtiments de Barinque ;
- le syndicat d'énergie des Pyrénées-Atlantiques ;
- le syndicat intercommunal d'alimentation en eau potable Luy - Gabas - Lées ;
- le syndicat intercommunal Saint-Laurent-Bretagne - Riupeyrous.

### Jumelages
Loarre (Espagne) depuis 1991

## Population et société

### Démographie
L'évolution du nombre d'habitants est connue à travers les recensements de la population effectués dans la commune depuis 1793. Pour les communes de moins de 10 000 habitants, une enquête de recensement portant sur toute la population est réalisée tous les cinq ans, les populations de référence des années intermédiaires étant quant à elles estimées par interpolation ou extrapolation. Pour la commune, le premier recensement exhaustif entrant dans le cadre du nouveau dispositif a été réalisé en 2006.

En 2022, la commune comptait 444 habitants, en évolution de +2,07 % par rapport à 2016 (Pyrénées-Atlantiques : +3,78 %, France hors Mayotte : +2,11 %).
| 1793 | 1800 | 1806 | 1821 | 1831 | 1836 | 1841 | 1846 | 1851 |
| ---- | ---- | ---- | ---- | ---- | ---- | ---- | ---- | ---- |
| 315  | 222  | 396  | 258  | 324  | 341  | 525  | 550  | 562  |

| 1856 | 1861 | 1866 | 1872 | 1876 | 1881 | 1886 | 1891 | 1896 |
| ---- | ---- | ---- | ---- | ---- | ---- | ---- | ---- | ---- |
| 565  | 526  | 520  | 505  | 497  | 494  | 512  | 444  | 454  |

| 1901 | 1906 | 1911 | 1921 | 1926 | 1931 | 1936 | 1946 | 1954 |
| ---- | ---- | ---- | ---- | ---- | ---- | ---- | ---- | ---- |
| 441  | 427  | 440  | 409  | 378  | 354  | 374  | 316  | 315  |

| 1962 | 1968 | 1975 | 1982 | 1990 | 1999 | 2006 | 2011 | 2016 |
| ---- | ---- | ---- | ---- | ---- | ---- | ---- | ---- | ---- |
| 301  | 297  | 278  | 325  | 349  | 362  | 413  | 426  | 435  |

| 2021 | 2022 | - | - | - | - | - | - | - |
| ---- | ---- | - | - | - | - | - | - | - |
| 445  | 444  | - | - | - | - | - | - | - |

Saint-Laurent-Bretagne fait partie de l'aire d'attraction de Pau.

## Culture locale et patrimoine

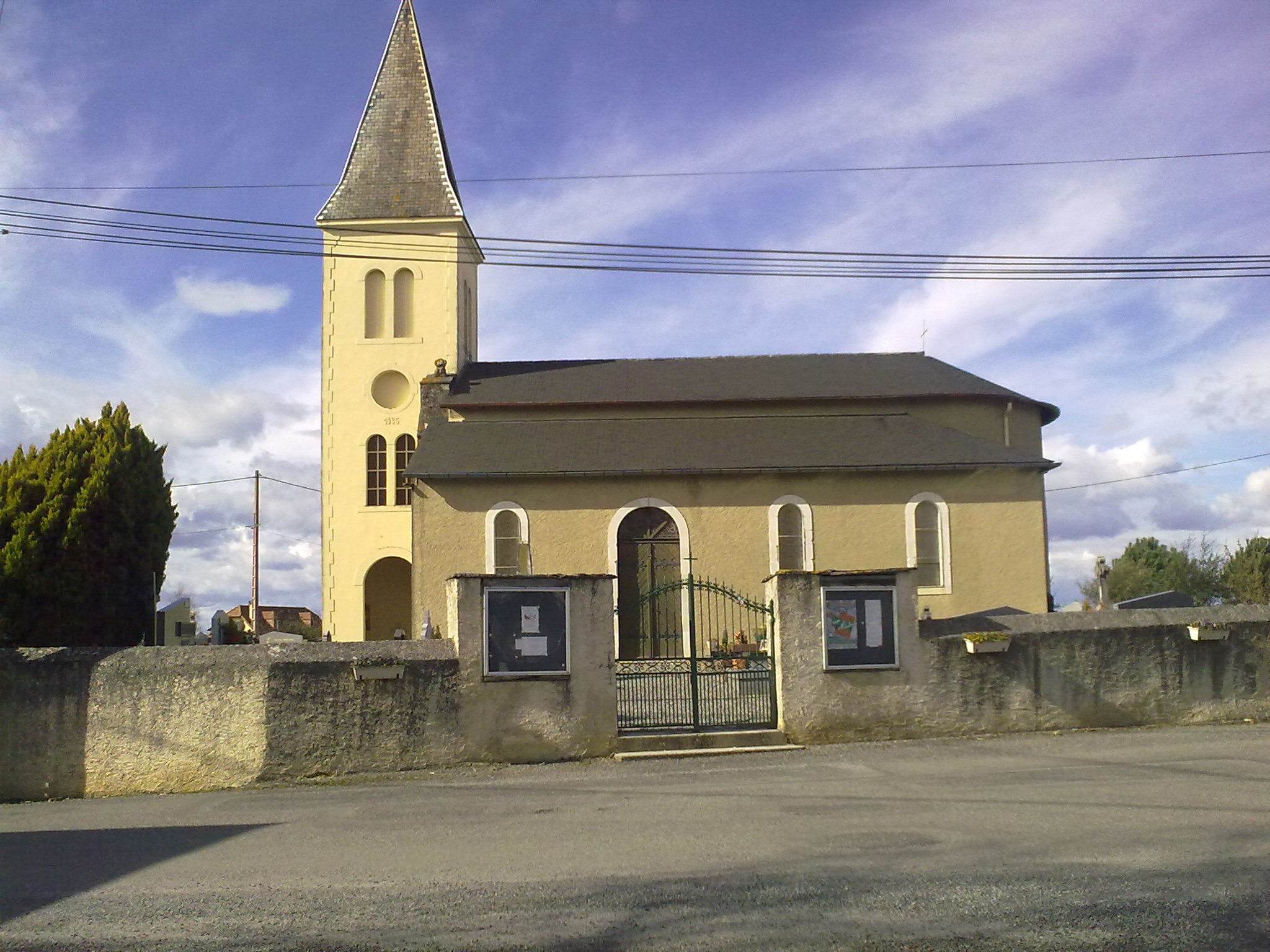
Une église de Saint-Laurent-Bretagne.

La fête communale de Saint-Laurent est célébrée le 2e dimanche d'août et celle du quartier Bretagne, le 2e week-end de septembre.

### Patrimoine civil
Les vestiges de l'ensemble fortifié, dit Moutou, datant semble-t-il du XIIe siècle, témoignent du passé ancien de la commune.
La commune présente un ensemble de demeures et de fermes des XVIe, XVIIe et XVIIIe siècles.

### Patrimoine religieux
L'église Saint-Laurent, au lieu-dit du même nom, fut restaurée plusieurs fois au cours du XIXe siècle, et remaniée en 1935. L'église Saint-Pierre, à Bretagne, date elle aussi du XIXe siècle. Ces deux églises recèlent du mobilier,, des tableaux, une dalle funéraire (XVIIe siècle), des statues et des objets inscrits à l'inventaire général du patrimoine culturel.